# Kamsinkop, Khanapur
Kamsinkop là một làng thuộc tehsil Khanapur, huyện Belgaum, bang Karnataka, Ấn Độ.